# Paralatindia azteca
Paralatindia azteca är en kackerlacksart som beskrevs av Henri Saussure 1868. Paralatindia azteca ingår i släktet Paralatindia och familjen Polyphagidae. Inga underarter finns listade i Catalogue of Life.